# 187410 Anitabrockie
187410 Anitabrockie è un asteroide della fascia principale. Scoperto nel 2005, presenta un'orbita caratterizzata da un semiasse maggiore pari a 3,050044 UA e da un'eccentricità di 0,101368, inclinata di 11,151103° rispetto all'eclittica. Ha un diametro di 3,177 km.